# توماش سیووک
توماش سیووک (به چکی: Tomáš Sivok) (زاده ۱۵ سپتامبر ۱۹۸۳) بازیکن فوتبال اهل کشور جمهوری چک است.

## تیم ملی
وی سابقه ۲۹ بازی ملی برای تیم ملی فوتبال جمهوری چک در کارنامه دارد، همچنین پست تخصصی او مدافع است.